# Ferruccio Macola

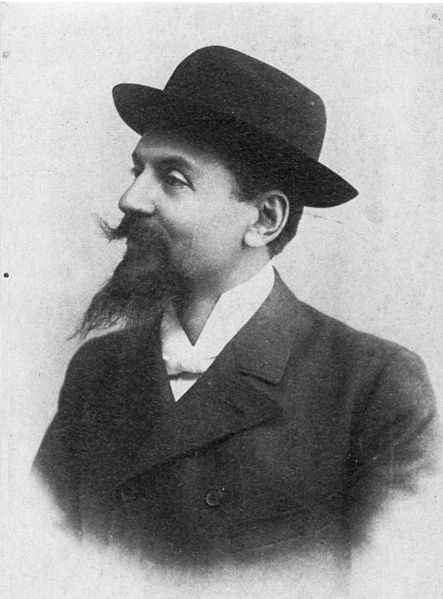
Conte Ferruccio Macola um die Jahrhundertwende

Ferruccio Macola (* 17. Mai 1861 in Camposampiero, Provinz Padua, Italien; † 18. August 1910 in Merate, Provinz Como, Italien), mit vollständigem Namen Conte Ferruccio Macola di Gomostò e Mortesa war ein italienischer konservativ-liberaler Politiker, Parlamentsabgeordneter, Schriftsteller und Journalist. In einem Duell, das in ganz Europa großes Aufsehen erregte, tötete er ungewollt den sozialistischen Abgeordneten Felice Cavallotti. Er wurde deswegen gemobbt, litt in der Folge an depressiven Störungen und tötete sich 1910.

## Herkunft und Jugend
Ferruccio wurde in Camposampiero, 25 km nördlich von Padua, geboren, wo die Familie schon seit einigen Generationen residierte. Der Vater war Evaristo Macola, die Mutter Maria Bettiolo. Die adlige Familie Makolas kam aus Epirus, ein Bernardos Makolas hatte sich im 7. und 8. Venezianischen Türkenkrieg im Dienst der Serenissima verdient gemacht und wurde für seine Verdienste zusammen mit seinen Brüdern vom venezianischen Senat 1701 nochmals nobilitiert.
Ferruccio trat fünfzehnjährig in die Kadettenschule der venezianischen Marine ein, verließ die Schule aber, weil er den militärischen Zwang nicht ertrug, und wurde in Genua Offiziersschüler der Handelsmarine. 1881 verlässt er die Marine.

## Der Journalist
Er unternimmt Reisen nach Amerika und beginnt Reportagen zu schreiben, zuerst in Genua als Mitarbeiter der Zeitschrift Il Progresso (1883–84) und der Zeitschrift Epoca.

### Il Secolo XIX
In Genua gründet er, erst 25 Jahre alt, am 25. April 1886 mit anderen die Tageszeitung Il Secolo XIX (Das 19. Jahrhundert) und wird deren Herausgeber. Geldgeber ist Marcello Durazzo. Er gibt der Zeitung ein dynamisches und modernes Erscheinungsbild und bringt sie auf eine monarchistische, gemäßigt linke Linie in Opposition zur Regierung Depretis. In dieser politische Gruppierung der Pentarchia werden extreme Linke wie der Sozialist Felice Cavallotti, der mit Macola befreundet war, aber später sein politischer Gegner werden sollte, an den Rand gedrängt.
Macola ist aggressiv und mutig. 1887, nach der Schlacht bei Dogali im Eritreakrieg (1886–1889), in der die Italiener eine empfindliche Niederlage erleiden, reist er, der die koloniale Expansion Italiens befürwortet, als Kriegsberichterstatter ans Rote Meer und überlebt eine zweite dramatische Niederlage der Italiener. Nach seiner Rückkehr übernimmt er wieder die Chefredaktion, verlässt aber 1888 die Zeitung und verkauft seinen Anteil.

### Gazzetta di Venezia
Unmittelbar danach erwirbt er die traditionsreiche, 1799 gegründete wichtigste Tageszeitung Venedigs, die Gazzetta di Venezia, und wird deren Chefredakteur. Er modifiziert seine politische Haltung und vertritt nun einen gemäßigten rechten Föderalismus, den er polemisch propagiert. Er befürwortet regionalistische und autonomistische Tendenzen und bekämpft die Regierungspolitik im Mezzogiorno, der nach Macolas Meinung begünstigt wird, während Oberitalien unter einer ungerechten Steuerpolitik leide.

### Reise nach Südamerika
Seine politische Anschauung wird immer stärker wirtschaftsnationalistisch geprägt, er wirbt für den Erwerb außereuropäischer Kolonien, erhöhte Militärausgaben und eine verstärkte Auswanderung als Mittel gegen die Übervölkerung. Nach einer Brasilienreise, die er 1893 nach einer Wahlniederlage zusammen mit seinem Bruder Romolo Macola unternimmt, publiziert er die sehr erfolgreiche Schrift L'Europa alla conquista dell'America Latina (Europa erobert Lateinamerika, Venedig 1894), in der er vorschlägt, Truppen nach Südamerika zu entsenden, um den „blühenden Kontinent“ für die Nutzung durch Italiener zu öffnen.

## Politische Laufbahn
Regional begann Macola sich bereits 1890 unmittelbar politisch zu betätigen. Im Wahlsprengel Castelfranco wird er in den Provinzialrat gewählt. 1893 kandidiert er im Wahlsprengel Mirano-Dolo, unterliegt aber und unternimmt seine Südamerika-Reise (s. o.).
1895 wird er im Sprengel Castelfranco-Asolo zum Deputato (Parlamentsabgeordneten) gewählt. Er behält sein Mandat in drei weiteren Legislaturperioden bis 1905. 1895 unterstützt er die Kandidatur Filippo Grimanis als Bürgermeister von Venedig. Grimani wird auch vom Patriarchen Giuseppe Sarto, dem späteren Papst Pius X., innerhalb einer klerikal-moderaten Koalition nominiert. Mit dem Papst verbindet Macola auch später eine politische und persönliche Freundschaft, die vermutlich dazu beigetragen hat, dass später, bei den Wahlen im Jahr 1904, der Papst für ihn gegen Giolitti das Non expedit aufhebt, was ihm die Stimmen katholisch-konservativer Wähler, insbesondere der Landbesitzer, in den ländlichen Gemeinden Venetiens und damit den Wahlsieg einträgt.
Obwohl Macola der Regierung Crispi nicht fernstand, war er eigenwillig, nicht nur in seinen Polemiken gegen die Linke. So erregte er Aufsehen, als er gegen die Einführung des 20. September als nationaler Feiertag (zum Gedenken an die Einigung Italiens und das Ende der weltlichen Macht der Päpste) stimmte.

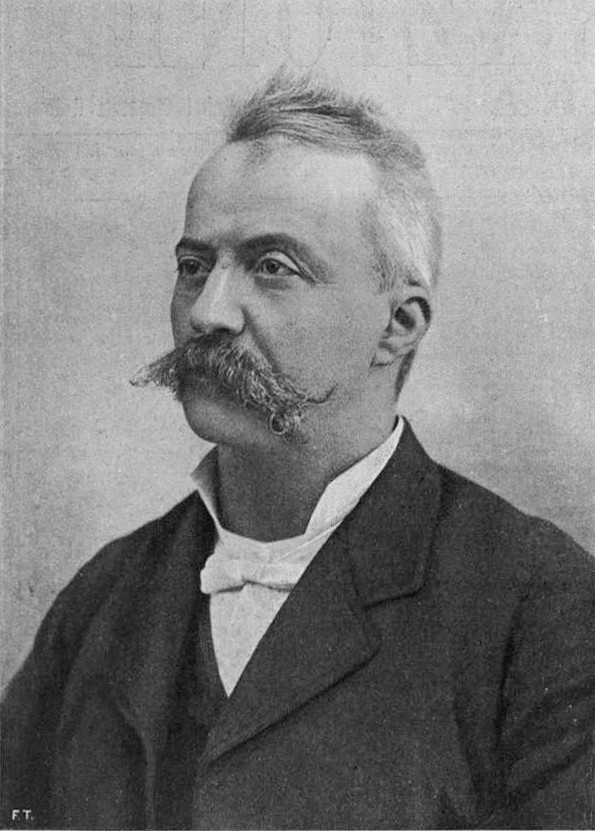
Der Duellgegner: Felice Cavallotti 1898

### Auseinandersetzung mit Felice Cavallotti
1897 wurde wegen einer Verleumdungsklage die Aufhebung der Immunität des Parlamentsabgeordneten Felice Cavallotti beantragt. In einer Reihe von Artikeln in seiner Zeitung unterstellte Macola, Cavallotti habe unerlaubt in der Entscheidungskommission im eigenen Interesse interveniert. Dieser replizierte öffentlich, die Artikelautoren der Gazzetta di Venezia seien „berufsmäßige Lügner“, was wieder Macola nicht auf sich sitzen ließ. Trotz Vermittlungsversuchen eskalierte die Polemik, bis Cavallotti den Grafen Macola zum Duell forderte. Am 4. März 1898 wurde von den Sekundanten Cavallottis, Achille Bizzoni und Camillo Tassi, und jenen Macolas, Carlo Donati und Guido Fusinato (mit einer Ausnahme alles Abgeordnete) ein Protokoll über die Durchführung des Duells mit Säbeln unterzeichnet.

### Das Duell
Der Herausforderer Cavallotti wurde als hoher Favorit gehandelt. Die Zeitgenossen beschrieben ihn als
„Persönlichkeit mit einem leidenschaftlichen und eigensinnigen Charakter, der zuvor schon zweiunddreißig Duelle gewonnen hatte, ohne jemals einen Gegner zu töten“ (zitiert nach Graziella Andreotti)

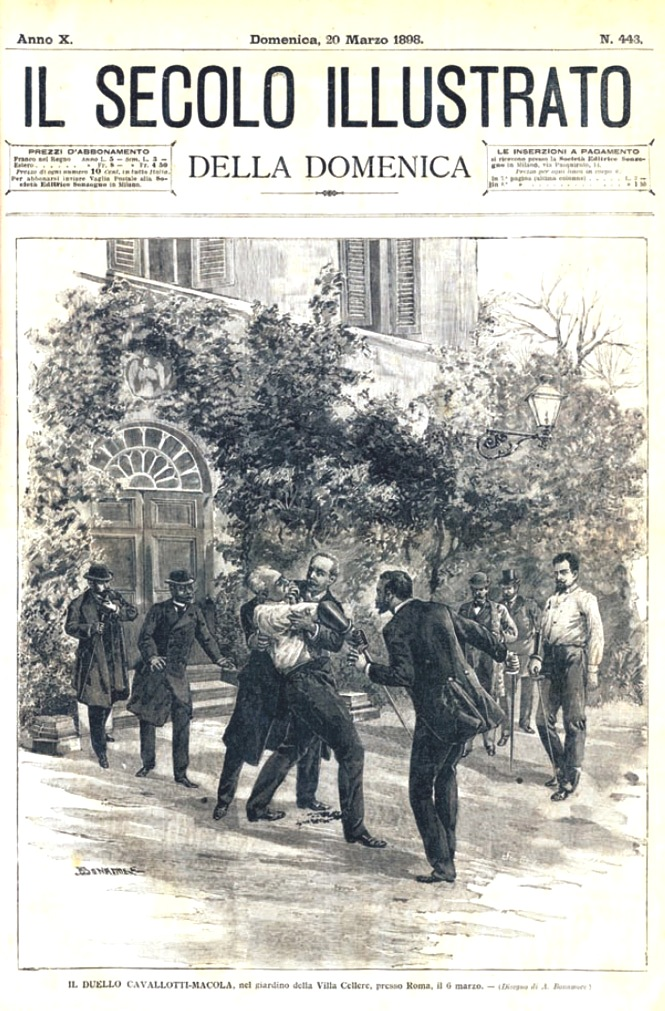
Das Duell zwischen den Abgeordneten Onorevole Cavallotti und Onorevole Macola am 6. März 1898 im Garten der Villa Cellere, eine zeitgenössische Lithographie vom 20. März 1898

Ferruccio Macola hatte „nur“ sechzehn bis achtzehn Duelle ausgefochten, doch er war sportlich, größer, jünger als der damals schon 56-jährige Cavallotti und hatte eine größere Reichweite mit der Hiebwaffe. Es war abzusehen, dass Cavallotti bei einem Säbelduell wenig Chancen hatte. Es wäre ein ungleicher Kampf gewesen – wenn Macola überhaupt angegriffen hätte.
Am 6. März 1898 trafen sich die Kombattanten mit ihren Sekundanten im Park der Villa der Contessa Cellere vor den Toren Roms. Die Begegnung dauerte nur wenige Minuten. Macola, der mit Cavallotti in früheren Jahren befreundet war, bis sich die beiden politisch entfremdeten, wollte das Duell nicht. Nach den Berichten der Augenzeugen stand er nur ruhig da und verteidigte sich, während Cavallotti hitzig angriff. Beim dritten Ausfall, den Macola mit gestrecktem Säbel parierte, wurde Cavallotti Opfer einer unglücklichen Kombination von Umständen. Er hatte in einem vorangegangenen Duell einige Schneidezähne verloren, und durch diese Zahnlücke drang die Waffe des Gegners in seine Kehle und durchschnitt die Carotis. Nach kürzester Zeit war er verblutet.

### Politischer Niedergang
Für Macola waren die Folgen langfristig nicht weniger verheerend als für Cavallotti. Das Duell zerstörte seine politische und bürgerliche Existenz. Die Linke beschuldigte ihn, er habe sich zum Werkzeug der Reaktion machen lassen, die sich eines unbequemen Gegners entledigen wollte. Er wurde als Mörder beschimpft und bedroht. Der Florentiner Medizinstudent Gagliardo Gentile, der Cavallotti rächen wollte, wurde von seinem Vater, der den Mut zu einer Anzeige in der Quästur aufbrachte, daran gehindert.
Im unvermeidlichen Strafprozess wurde Macola in erster Instanz zu dreizehn Monaten Haft verurteilt, im Berufungsverfahren wurde die Strafe auf sieben Monate reduziert. Dank einer Amnestie trat Macola die Strafe niemals an. Im Parlament verließen die Abgeordneten der extremen Linken den Saal, wenn er in der Debatte das Wort ergriff. Im April 1905 legte er sein Abgeordnetenmandat zurück. Er erkrankte an Tuberkulose und gab auch seine journalistische Tätigkeit auf. Im Jahr 1902 hatte er schon die Gazzetta di Venezia verkauft.

### Privatleben
Nach der politischen und menschlichen Katastrophe sucht er eine Kompensation in seinem Privatleben. Er heiratet am 3. Oktober 1900 in der Nähe seines Heimatortes Camposampiero, in Castello di Godego, die Tochter einer wohlhabenden Familie, die junge Maria Moresco. Das Paar lebt in der Villa Frida in Castello di Godego, aber das Glück dauert nur zweieinhalb Jahre: Im Juli 1903 stirbt Maria. Vermutlich im Jahr darauf heiratet er zum zweiten Mal. Luisa Milanovich ist die Tochter eines Generals aus Rovigo, den Macola aus dem Offizierszirkel in Rom kennt. Er erwirbt die Villa Barbarella in Castelfranco Veneto, aber das Ehepaar ist nur selten dort. Ferruccio Macola, gesundheitlich angeschlagen, reist von einem Sanatorium zum andern, seine Frau begleitet ihn.
Am 18. August 1910 setzt Ferruccio Macola im Sanatorium San Rocco in Merate, einem beliebten Sommerfrischeort der Brianza, mit einem Pistolenschuss seinem Leben ein Ende, während seine Frau mit Bekannten im Park spazierengeht. Noch am Vortrag hatte er heitere Gespräche geführt, optimistische Pläne gemacht und wollte in den Kurort Recoaro reisen.

## Begräbnis und Damnatio memoriae
Ein kirchliches Begräbnis wurde Ferruccio Macola verweigert, wiewohl er politisch die Kirche verteidigte und ein gläubiger Katholik war. Luisa versuchte eine religiöse Zeremonie zu erwirken, aber vergeblich. Die zuständigen Diözesen Mailand und Adria stimmten sich ab, sprachen von einem Missverständnis und schoben die Verantwortung jeweils auf die andere Diözese. Pius X. entsann sich der Freundschaft und schickte der Witwe ein Telegramm mit dem apostolischen Segen. Zwar hatte Macola eine Grabstätte in Castelfranco erworben, aber Luisa wollte ihn in der Familiengruft der Milanovich beerdigen. Der Sarg kam am 22. August 1910 mit der Bahn nach Rovigo, Luisas Heimatstadt, und ein gewaltiger Leichenzug von Honoratioren, befreundeten Politikern, Journalisten und Freunden zog zum Friedhof. Macola liegt unter einer Grabplatte, die nur durch den Schriftzug „FAM. NOB. MILANOVICH“ gekennzeichnet ist. Macolas Name erscheint nicht auf dem Stein. Auch in der Öffentlichkeit wird sein Name vergessen und verdrängt. Im Gegensatz zu Cavallotti, nach dem Straßen und Plätze benannt werden, verfällt Macola der Damnatio memoriae. Luisa, 33 Jahre alt, ohne Kinder, stand beinahe mittellos da, denn bei der Testamentseröffnung zeigte sich, dass Ferruccio alles seinem Bruder Romolo vermacht hatte. Eine sonderbare Duplizität will, dass auch sie ihr Leben selbst beendete, ebenfalls im Alter von 49 Jahren. Ihr Grab in Frankreich, wo sie starb, ist nicht mehr auffindbar.

## Nachwirkung
Manche der Ideen und publizistischen Kampagnen Macolas blieben nicht folgenlos. Der Exodus vieler armer Italiener nach Südamerika ist noch heute am italienischen Anteil der Bevölkerung Argentiniens, Paraguays, Uruguays und der südlichen Bundesstaaten Brasiliens erkennbar. Der Kontrast zwischen dem Norden und dem Mezzogiorno, dem Süden Italiens, den Macola befeuerte, ist nicht geringer geworden. Die Ressentiments der säkularen Linken gegen die Kirche und der Katholiken gegen die Linke bestehen wenig verändert fort. Die Ursprünge der zuerst separatistischen, dann autonomistischen Lega Nord sind in den Ideen Macolas zu finden.

## Schriften
Außer den Artikeln in Il Secolo XIX und der Gazzetta di Venezia und den Parlamentsreden nennt die Enciclopedia Treccani eine Auswahl, unter anderem:
- Come si vive nell'Esercito e nella Marina (Wie man im Heer und in der Marine lebt). Genua 1884
- Nella città dei sultani. Sul "Duilio". Impressioni (In der Stadt der Sultane, Auf der Duilio, Impressionen)  Rom 1884
- Emancipazione? (Vortrag im Saal der Granguardia zu Padua), Genua 1886
- Relazione sul progetto per costruire una federazione politica regionale, 7 giugno 1889 (Bericht über das Projekt der Bildung einer regionalen politischen Föderation), Venedig 1890
- Ordine e legge (Ordnung und Gesetz, Rede  in Treviso), Venedig 1895
- Il tram a vapore Bassano – Caselle d'Asolo – Montebelluna – Castelfranco – Riese – Caselle (Die Dampftramway Bassano – Caselle d'Asolo – Montebelluna – Castelfranco – Riese – Caselle), Bassano 1904